# اولگا موکومول
اولگا موکومول (اوکراینی: Ольга Мукомол؛ زادهٔ ۳۰ مارس ۱۹۷۹) ورزشکار ورزش شنا اهل اوکراین است.
وی در مسابقات کشوری و بین‌المللی در مجموع برندهٔ ۱ مدال نقره، ۲ مدال برنز شده‌است.